# أمبير سميث
أمبير لي سميث (بالإنجليزية: Amber Lee Smith)‏ هي ممثلة وعارضة أزياء سابقة أمريكية ولدت في يوم 2 مارس 1971 وهي زوجة لاعب كرة القدم الأمريكية روس سميث.

## روابط خارجية
- أمبير سميث على موقع IMDb (الإنجليزية)
- أمبير سميث على موقع ألو سيني (الفرنسية)
- أمبير سميث على موقع أول موفي (الإنجليزية)
- أمبير سميث على موقع قاعدة بيانات الأفلام السويدية (السويدية)
- أمبير سميث على موقع إن إن دي بي (الإنجليزية)
- أمبير سميث على موقع قاعدة بيانات الفيلم (الإنجليزية)
- أمبير سميث على موقع كينوبويسك (الروسية)
- أمبير سميث على موقع دليل عارضات الأزياء (الإنجليزية)